# Bianor pseudomaculatus
Bianor pseudomaculatus là một loài nhện trong họ Salticidae.
Loài này thuộc chi Bianor. Bianor pseudomaculatus được Dmitri Viktorovich Logunov miêu tả năm 2001.